# 前430年代
| 千纪： | 前1千纪 |
| 世纪： | 前6世纪 \| 前5世纪 \| 前4世纪                                                                              |
| 年代： | 前460年代 \| 前450年代 \| 前440年代 \| 前430年代 \| 前420年代 \| 前410年代 \| 前400年代                    |
| 年份： | 前439年 \| 前438年 \| 前437年 \| 前436年 \| 前435年 \| 前434年 \| 前433年 \| 前432年 \| 前431年 \| 前430年 |

前430年代從前439年1月1日開始，於前430年12月31日結束。

## 大事记
- 前439年，周考王封其弟揭於王城，是為西周桓公。
- 前433年，楚自鄀城還都郢都。
- 前432年，衛敬公卒，子衛昭公嗣位，微弱隸屬於晉。楚惠王卒，子楚簡王嗣位。
- 前431年，魯悼公寧卒，子魯元公嘉嗣位。楚攻莒，莒國亡。
- 前431年，雅典與斯巴達爭霸，伯羅奔尼撒联盟成員科林斯殖民地科賽拉叛變，雅典助科賽拉，聯盟軍遂攻雅典，戰爭歷時十年（第一次伯羅奔尼撒戰爭）。
- 前430年，義渠國攻秦，軍至渭水之南。